# Impatiens apalophylla
Impatiens apalophylla är en balsaminväxtart som beskrevs av Joseph Dalton Hooker. Impatiens apalophylla ingår i släktet balsaminer, och familjen balsaminväxter. Inga underarter finns listade i Catalogue of Life.